# Championnat de France féminin de handball de Nationale 1 2020-2021
Navigation
2019-2020 2021-2022
Le championnat de France féminin de handball de Nationale 1 est le troisième niveau de cette discipline dans en France derrière la Division 2. Cette édition 2020-2021 est marquée par un nouveau format en raison de deux facteurs : le nombre d'équipes engagées a augmenté à la suite de l'interruption de la saison précédente et la date de reprise est incertaine, dans les deux cas en raison de la pandémie de Covid-19.
Avec la reprise de la pandémie de Covid-19 en France, la compétition est arrêtée en octobre alors que les équipes ont joué au mieux trois matchs ; elle ne reprendra pas. Aucune équipe n'est sportivement promue ni reléguée depuis cette division. Dans le cadre du passage de la deuxième division de 16 à 14 clubs, les deux derniers de D2 rejoignent la N1.

## Modalités
Le championnat oppose cinquante-quatre équipes dont quelques réserves de clubs de Division 1 (LBE) et Division 2. Les équipes sont tout d'abord réparties en neuf poules de six selon des critères géographiques et sportifs (classement de la saison précédente, équilibre des équipes réserves).
À l'issue de cette phase, les équipes classées aux deux premières places de chaque poule accèdent aux poules hautes et les quatre autres aux poules basses. Cette deuxième phase est également organisée en poules de six équipes. Le meilleur premier en poules hautes accède à la Division 2 accompagné de vainqueur du barrage qui oppose les deux autres premiers de poule haute. Les deux dernières équipes de chaque poule basse sont reléguées en Nationale 2.

## Équipes participantes
| \| Bordes Toulouse Bruguières Mérignac Mourenx Côte basque Mios Pessac Nantes Bergerac Chambray Limoges Saint-Michel Angoulême Moncoutant La Roche-sur-Yon Fleury Saint-Grégoire Alfortville Brest Palaiseau Colombelles Le Havre Rouen Lomme Harnes Serris Conflans Saint-Maur Reims Metz Altkirch Yutz Strasbourg ATH B. mussipontain Besançon Palente Épinal Dijon Chevigny Montigny Montluçon Bourg-de-Péage La Motte-S. Annecy-le-V. Échirolles Saint-Flour Nice Bouc-Bel-Air Narbonne Frontignan Toulon La Garde \| Localisation des clubs engagés dans le championnat. |
| Bordes Toulouse Bruguières Mérignac Mourenx Côte basque Mios Pessac Nantes Bergerac Chambray Limoges Saint-Michel Angoulême Moncoutant La Roche-sur-Yon Fleury Saint-Grégoire Alfortville Brest Palaiseau Colombelles Le Havre Rouen Lomme Harnes Serris Conflans Saint-Maur Reims Metz Altkirch Yutz Strasbourg ATH B. mussipontain Besançon Palente Épinal Dijon Chevigny Montigny Montluçon Bourg-de-Péage La Motte-S. Annecy-le-V. Échirolles Saint-Flour Nice Bouc-Bel-Air Narbonne Frontignan Toulon La Garde                                                           |

| Poule | Club                            | Localisation                                                           | Classement de 2019-2020 |
| ----- | ------------------------------- | ---------------------------------------------------------------------- | ----------------------- |
| 1     | Toulouse Féminin Handball       | Occitanie, Haute-Garonne, Toulouse                                     | 2e, poule 4             |
| 1     | Bruguières OC 31                | Occitanie, Haute-Garonne, Bruguières                                   | 6e, poule 4             |
| 1     | Bordes Sports                   | Nouvelle-Aquitaine, Pyrénées-Atlantiques, Bordes                       | 10e, poule 1            |
| 1     | Entente Côte basque             | Nouvelle-Aquitaine, Pyrénées-Atlantiques, Anglet et Bayonne            | 1er de N2, poule 1      |
| 1     | Mérignac Handball rés.          | Nouvelle-Aquitaine, Gironde, Mérignac                                  | 2e de N2, poule 2       |
| 1     | Mourenx Handball                | Nouvelle-Aquitaine, Pyrénées-Atlantiques, Mourenx                      | 2e de N2, poule 1       |
| 2     | US Mios-Biganos HB              | Nouvelle-Aquitaine, Gironde, Biganos                                   | 2e, poule 1             |
| 2     | Stade pessacais UC              | Nouvelle-Aquitaine, Gironde, Pessac                                    | 4e, poule 1             |
| 2     | Nantes Atlantique rés.          | Pays de la Loire, Loire-Atlantique, Nantes                             | 5e, poule 1             |
| 2     | Bergerac 2P HB                  | Nouvelle-Aquitaine, Dordogne, Bergerac                                 | 8e, poule 1             |
| 2     | Chambray Touraine HB rés.       | Centre-Val de Loire, Indre-et-Loire, Chambray-lès-Tours                | 10e, poule 2            |
| 2     | ASPTT Limoges                   | Nouvelle-Aquitaine, Haute-Vienne, Limoges                              | 1er de N2, poule 2      |
| 3     | Saint-Michel Sports Handball    | Île-de-France, Essonne, Saint-Michel-sur-Orge                          | 1er, poule 2            |
| 3     | Angoulême Charente handball     | Nouvelle-Aquitaine, Charente, Angoulême                                | 3e, poule 1             |
| 3     | La Roche-sur-Yon Vendée HB      | Pays de la Loire, Vendée, La Roche-sur-Yon                             | 6e, poule 1             |
| 3     | CJF Fleury Loiret rés.          | Centre-Val de Loire, Loiret, Fleury-les-Aubrais                        | 8e, poule 2             |
| 3     | SA moncoutantais HB             | Nouvelle-Aquitaine, Deux-Sèvres, Moncoutant                            | 9e, poule 1             |
| 3     | Saint-Grégoire RMHB rés.        | Bretagne, Ille-et-Vilaine, Saint-Grégoire                              | 2e de N2, poule 3       |
| 4     | US Alfortville Handball         | Île-de-France, Val-de-Marne, Alfortville                               | 3e, poule 2             |
| 4     | CL Colombelles HB               | Normandie, Calvados, Colombelles                                       | 4e, poule 2             |
| 4     | Brest Bretagne Handball rés.    | Bretagne, Finistère, Brest                                             | 6e, poule 2             |
| 4     | US Palaiseau                    | Île-de-France, Essonne, Palaiseau                                      | 9e, poule 2             |
| 4     | Le Havre AC rés.                | Normandie, Seine-Maritime, Le Havre                                    | 1er de N2, poule 4      |
| 4     | Rouen Handball                  | Normandie, Seine-Maritime, Rouen                                       | 1er de N2, poule 3      |
| 5     | HBC Serris Val d'Europe         | Île-de-France, Seine-et-Marne, Serris                                  | 2e, poule 2             |
| 5     | Lomme Lille MH                  | Hauts-de-France, Nord, Lomme                                           | 5e, poule 2             |
| 5     | Harnes HBC                      | Hauts-de-France, Pas-de-Calais, Harnes                                 | 7e, poule 2             |
| 5     | Stella Saint-Maur Handball rés. | Île-de-France, Val-de-Marne, Saint-Maur-des-Fossés                     | 1er de N2, poule 5      |
| 5     | HBC Conflans                    | Île-de-France, Yvelines, Conflans-Sainte-Honorine                      | 2e de N2, poule 4       |
| 5     | Reims Champagne HB              | Grand Est, Marne, Reims                                                | 2e de N2, poule 5       |
| 6     | Metz Handball rés.              | Grand Est, Moselle, Metz                                               | 1er, poule 3            |
| 6     | Yutz Handball féminin           | Grand Est, Moselle, Yutz                                               | 4e, poule 3             |
| 6     | ASPTT Strasbourg                | Grand Est, Bas-Rhin, Strasbourg                                        | 5e, poule 3             |
| 6     | US Altkirch                     | Grand Est, Haut-Rhin, Altkirch                                         | 6e, poule 3             |
| 6     | Achenheim Truchtersheim HB rés. | Grand Est, Bas-Rhin, Truchtersheim                                     | 10e, poule 3            |
| 6     | Bassin Mussipontain HB          | Grand Est, Meurthe-et-Moselle, Blénod-lès-Pont-à-Mousson et Dieulouard | 1er de N2, poule 6      |
| 7     | Palente Besançon HB             | Bourgogne-Franche-Comté, Doubs, Besançon                               | 8e de D2, poule 1       |
| 7     | ES Besançon rés.                | Bourgogne-Franche-Comté, Doubs, Besançon                               | 2e, poule 3             |
| 7     | JDA Dijon HB rés.               | Bourgogne-Franche-Comté, Côte-d'Or, Dijon                              | 7e, poule 3             |
| 7     | Chevigny-Saint-Sauveur HB       | Bourgogne-Franche-Comté, Côte-d'Or, Chevigny-Saint-Sauveur             | 8e, poule 3             |
| 7     | Épinal Handball                 | Grand Est, Vosges, Épinal                                              | 9e, poule 3             |
| 7     | Montigny-lès-Metz               | Grand Est, Moselle, Montigny-lès-Metz                                  | 2e de N2, poule 6       |
| 8     | Bourg-de-Péage DHB rés.         | Auvergne-Rhône-Alpes, Drôme, Bourg-de-Péage                            | 3e, poule 4             |
| 8     | SHBC La Motte-Servolex          | Auvergne-Rhône-Alpes, Savoie, La Motte-Servolex                        | 4e, poule 4             |
| 8     | CS Annecy-le-Vieux HB           | Auvergne-Rhône-Alpes, Haute-Savoie, Annecy                             | 7e, poule 4             |
| 8     | BS Montluçon HB                 | Auvergne-Rhône-Alpes, Allier, Montluçon                                | 7e, poule 1             |
| 8     | Saint-Flour Handball            | Auvergne-Rhône-Alpes, Cantal, Saint-Flour                              | 1er de N2, poule 7      |
| 8     | HBC Échirolles-Eybens           | Auvergne-Rhône-Alpes, Isère, Échirolles et Eybens                      | 2e de N2, poule 7       |
| 9     | Union du pays d'Aix Bouc HB     | Provence-Alpes-Côte d'Azur, Bouches-du-Rhône, Bouc-Bel-Air             | 5e, poule 4             |
| 9     | HBF Montpellier Frontignan 34   | Occitanie, Hérault, Frontignan et Montpellier                          | 8e, poule 4             |
| 9     | OGC Nice CA HB rés.             | Provence-Alpes-Côte d'Azur, Alpes-Maritimes, Nice                      | 9e, poule 4             |
| 9     | Narbonne HB MJC                 | Occitanie, Aude, Narbonne                                              | 10e, poule 4            |
| 9     | Toulon Saint-Cyr VHB rés.       | Provence-Alpes-Côte d'Azur, Var, Toulon                                | 1er de N2, poule 8      |
| 9     | Handball Gardéen                | Provence-Alpes-Côte d'Azur, Var, La Garde                              | 2e de N2, poule 8       |

## Première phase

### Légende
- Qualifié en poule haute.
- Qualifié en poule basse.
- R : Relégué de Division 2.
- P : Promu de Nationale 2.

### Poule 1
|   | Équipe                    | Pts | J | G | N | P | Bp | Bc | Diff |  | Résultats (dom.\ext.)     | C. Ba. | Brug. | Toul. | Bord. | Méri. | Mour. |
| - | ------------------------- | --- | - | - | - | - | -- | -- | ---- |  | ------------------------- | ------ | ----- | ----- | ----- | ----- | ----- |
| 1 | Entente Côte basque P     | 8   | 3 | 2 | 1 | 0 | 81 | 72 | 9    |  | Entente Côte basque P     |        | -     | 23-23 | -     | -     | -     |
| 2 | Bruguières OC 31          | 7   | 3 | 2 | 0 | 1 | 78 | 73 | 5    |  | Bruguières OC 31          | -      |       | -     | 25-22 | -     | 33-22 |
| 3 | Toulouse Féminin Handball | 5   | 2 | 1 | 1 | 0 | 52 | 43 | 9    |  | Toulouse Féminin Handball | -      | 29-20 |       | -     | -     | -     |
| 4 | Bordes Sports             | 5   | 3 | 1 | 0 | 2 | 76 | 71 | 5    |  | Bordes Sports             | 22-28  | -     | -     |       | -     | 32-18 |
| 5 | Mérignac Handball rés. P  | 4   | 2 | 1 | 0 | 1 | 58 | 56 | 2    |  | Mérignac Handball rés. P  | 27-30  | -     | -     | -     |       | -     |
| 6 | Mourenx Handball P        | 3   | 3 | 0 | 0 | 3 | 66 | 96 | -30  |  | Mourenx Handball P        | -      | -     | -     | -     | 26-31 |       |

### Poule 2
|   | Équipe                    | Pts | J | G | N | P | Bp | Bc | Diff |  | Résultats (dom.\ext.)     | Mi. Bi. | Berg. | Nant. | Pess. | Cham. | Limo. |
| - | ------------------------- | --- | - | - | - | - | -- | -- | ---- |  | ------------------------- | ------- | ----- | ----- | ----- | ----- | ----- |
| 1 | US Mios-Biganos HB        | 7   | 3 | 2 | 0 | 1 | 69 | 73 | -4   |  | US Mios-Biganos HB        |         | 20-19 | -     | -     | 33-28 | -     |
| 2 | Bergerac 2P HB            | 7   | 3 | 2 | 0 | 1 | 72 | 67 | 5    |  | Bergerac 2P HB            | -       |       | -     | -     | 28-23 | -     |
| 3 | Nantes Atlantique rés.    | 6   | 3 | 1 | 1 | 1 | 77 | 73 | 4    |  | Nantes Atlantique rés.    | -       | 24-25 |       | 21-21 | -     | -     |
| 4 | Stade pessacais UC        | 5   | 2 | 1 | 1 | 0 | 47 | 37 | 10   |  | Stade pessacais UC        | 26-16   | -     | -     |       | -     | -     |
| 5 | Chambray Touraine HB rés. | 5   | 3 | 1 | 0 | 2 | 81 | 84 | -3   |  | Chambray Touraine HB rés. | -       | -     | -     | -     |       | 30-23 |
| 6 | ASPTT Limoges P           | 2   | 2 | 0 | 0 | 2 | 50 | 62 | -12  |  | ASPTT Limoges P           | -       | -     | 27-32 | -     | -     |       |

### Poule 3
|   | Équipe                      | Pts | J | G | N | P | Bp | Bc | Diff |  | Résultats (dom.\ext.)       | Monc. | Fleu. | St-Gr. | St-M. | Ang.  | LRSY  |
| - | --------------------------- | --- | - | - | - | - | -- | -- | ---- |  | --------------------------- | ----- | ----- | ------ | ----- | ----- | ----- |
| 1 | SA moncoutantais HB         | 9   | 3 | 3 | 0 | 0 | 85 | 61 | 24   |  | SA moncoutantais HB         |       | -     | -      | -     | 26-19 | -     |
| 2 | CJF Fleury Loiret rés.      | 7   | 3 | 2 | 0 | 1 | 77 | 64 | 13   |  | CJF Fleury Loiret rés.      | -     |       | 28-17  | 18-20 | -     | -     |
| 3 | Saint-Grégoire RMHB rés. P  | 6   | 3 | 1 | 1 | 1 | 70 | 78 | -8   |  | Saint-Grégoire RMHB rés. P  | -     | -     |        | -     | -     | 27-24 |
| 4 | Saint-Michel Sports         | 6   | 3 | 1 | 1 | 1 | 71 | 75 | -4   |  | Saint-Michel Sports         | 25-31 | -     | 26-26  |       | -     | -     |
| 5 | Angoulême Charente handball | 5   | 3 | 1 | 0 | 2 | 71 | 76 | -5   |  | Angoulême Charente handball | -     | 27-31 | -      | -     |       | -     |
| 6 | La Roche-sur-Yon Vendée HB  | 3   | 3 | 0 | 0 | 3 | 60 | 80 | -20  |  | La Roche-sur-Yon Vendée HB  | 17-28 | -     | -      | -     | 19-25 |       |

### Poule 4
|   | Équipe                       | Pts | J | G | N | P | Bp | Bc | Diff |  | Résultats (dom.\ext.)        | Colo. | Le H. | Alfo. | Rouen | Brest | Palai. |
| - | ---------------------------- | --- | - | - | - | - | -- | -- | ---- |  | ---------------------------- | ----- | ----- | ----- | ----- | ----- | ------ |
| 1 | CL Colombelles HB            | 9   | 3 | 3 | 0 | 0 | 89 | 52 | 37   |  | CL Colombelles HB            |       | -     | -     | 32-16 | -     | -      |
| 2 | Le Havre AC rés. P           | 5   | 3 | 1 | 0 | 2 | 69 | 78 | -9   |  | Le Havre AC rés. P           | 17-30 |       | -     | -     | -     | 33-22  |
| 3 | US Alfortville Handball      | 4   | 2 | 1 | 0 | 1 | 52 | 51 | 1    |  | US Alfortville Handball      | -     | -     |       | -     | 26-22 | -      |
| 4 | Rouen Handball P             | 4   | 2 | 1 | 0 | 1 | 45 | 58 | -13  |  | Rouen Handball P             | -     | -     | 29-26 |       | -     | -      |
| 5 | Brest Bretagne Handball rés. | 4   | 2 | 1 | 0 | 1 | 48 | 45 | 3    |  | Brest Bretagne Handball rés. | -     | 26-19 | -     | -     |       | -      |
| 6 | US Palaiseau                 | 2   | 2 | 0 | 0 | 2 | 41 | 60 | -19  |  | US Palaiseau                 | 19-27 | -     | -     | -     | -     |        |

### Poule 5
|   | Équipe                            | Pts | J | G | N | P | Bp | Bc | Diff |  | Résultats (dom.\ext.)             | Reims | Lomme | Harnes | Serris | St-M. | Confl. |
| - | --------------------------------- | --- | - | - | - | - | -- | -- | ---- |  | --------------------------------- | ----- | ----- | ------ | ------ | ----- | ------ |
| 1 | Reims Champagne HB P              | 7   | 3 | 2 | 0 | 1 | 74 | 79 | -5   |  | Reims Champagne HB P              |       | -     | -      | -      | 22-20 | -      |
| 2 | Lomme Lille MH                    | 6   | 2 | 2 | 0 | 0 | 64 | 50 | 14   |  | Lomme Lille MH                    | 37-26 |       | -      | -      | -     | -      |
| 3 | Harnes HBC                        | 6   | 2 | 2 | 0 | 0 | 70 | 62 | 8    |  | Harnes HBC                        | -     | -     |        | -      | -     | 36-30  |
| 4 | HBC Serris Val d'Europe           | 5   | 3 | 1 | 0 | 2 | 75 | 72 | 3    |  | HBC Serris Val d'Europe           | 22-26 | 24-27 | -      |        | -     | -      |
| 5 | Stella Saint-Maur Handball rés. P | 2   | 2 | 0 | 0 | 2 | 52 | 56 | -4   |  | Stella Saint-Maur Handball rés. P | -     | -     | 32-34  | -      |       | -      |
| 6 | HBC Conflans P                    | 2   | 2 | 0 | 0 | 2 | 49 | 65 | -16  |  | HBC Conflans P                    | -     | -     | -      | 19-29  | -     |        |

### Poule 6
|   | Équipe                          | Pts | J | G | N | P | Bp | Bc | Diff |  | Résultats (dom.\ext.)           | Metz  | Altk. | Stra. | B. Mu. | Yutz  | ATH   |
| - | ------------------------------- | --- | - | - | - | - | -- | -- | ---- |  | ------------------------------- | ----- | ----- | ----- | ------ | ----- | ----- |
| 1 | Metz Handball rés.              | 9   | 3 | 3 | 0 | 0 | 95 | 70 | 25   |  | Metz Handball rés.              |       | -     | -     | 31-27  | -     | 27-18 |
| 2 | US Altkirch                     | 9   | 3 | 3 | 0 | 0 | 78 | 66 | 12   |  | US Altkirch                     | -     |       | 26-23 | 26-19  | -     | -     |
| 3 | ASPTT Strasbourg                | 5   | 3 | 1 | 0 | 2 | 69 | 75 | -6   |  | ASPTT Strasbourg                | -     | -     |       | -      | 25-22 | -     |
| 4 | Bassin Mussipontain HB P        | 5   | 3 | 1 | 0 | 2 | 73 | 78 | -5   |  | Bassin Mussipontain HB P        | -     | -     | 27-21 |        | -     | -     |
| 5 | Yutz Handball féminin           | 5   | 3 | 1 | 0 | 2 | 77 | 81 | -4   |  | Yutz Handball féminin           | 25-37 | -     | -     | -      |       | 30-19 |
| 6 | Achenheim Truchtersheim HB rés. | 3   | 3 | 0 | 0 | 3 | 61 | 83 | -22  |  | Achenheim Truchtersheim HB rés. | -     | 24-26 | -     | -      | -     |       |

### Poule 7
|   | Équipe                    | Pts | J | G | N | P | Bp | Bc | Diff |  | Résultats (dom.\ext.)     | Pal.  | Dijon | Bes.  | Épin. | Chev. | Mont. |
| - | ------------------------- | --- | - | - | - | - | -- | -- | ---- |  | ------------------------- | ----- | ----- | ----- | ----- | ----- | ----- |
| 1 | Palente Besançon HB R     | 6   | 2 | 2 | 0 | 0 | 62 | 40 | 22   |  | Palente Besançon HB R     |       | -     | -     | 33-22 | -     | -     |
| 2 | JDA Dijon HB rés.         | 6   | 2 | 2 | 0 | 0 | 74 | 55 | 19   |  | JDA Dijon HB rés.         | -     |       | -     | -     | -     | 40-31 |
| 3 | ES Besançon rés.          | 4   | 2 | 1 | 0 | 1 | 52 | 56 | -4   |  | ES Besançon rés.          | 18-29 | -     |       | -     | -     | -     |
| 4 | Épinal Handball           | 4   | 2 | 1 | 0 | 1 | 53 | 63 | -10  |  | Épinal Handball           | -     | -     | -     |       | 31-30 | -     |
| 5 | Chevigny-Saint-Sauveur HB | 2   | 2 | 0 | 0 | 2 | 54 | 65 | -11  |  | Chevigny-Saint-Sauveur HB | -     | 24-34 | -     | -     |       | -     |
| 6 | Montigny-lès-Metz P       | 2   | 2 | 0 | 0 | 2 | 58 | 74 | -16  |  | Montigny-lès-Metz P       | -     | -     | 27-34 | -     | -     |       |

### Poule 8
|   | Équipe                  | Pts | J | G | N | P | Bp | Bc | Diff |  | Résultats (dom.\ext.)   | La M. | Mont. | BdP.  | Anne. | Éch. E. | St-Fl. |
| - | ----------------------- | --- | - | - | - | - | -- | -- | ---- |  | ----------------------- | ----- | ----- | ----- | ----- | ------- | ------ |
| 1 | SHBC La Motte-Servolex  | 9   | 3 | 3 | 0 | 0 | 77 | 59 | 18   |  | SHBC La Motte-Servolex  |       | -     | -     | 29-20 | 23-18   | -      |
| 2 | BS Montluçon HB         | 8   | 3 | 2 | 1 | 0 | 79 | 64 | 15   |  | BS Montluçon HB         | -     |       | -     | -     | -       | 29-18  |
| 3 | Bourg-de-Péage DHB rés. | 7   | 3 | 2 | 0 | 1 | 77 | 69 | 8    |  | Bourg-de-Péage DHB rés. | -     | 24-28 |       | 27-23 | -       | -      |
| 4 | CS Annecy-le-Vieux HB   | 4   | 3 | 0 | 1 | 2 | 65 | 78 | -13  |  | CS Annecy-le-Vieux HB   | -     | 22-22 | -     |       | -       | -      |
| 5 | HBC Échirolles-Eybens P | 2   | 2 | 0 | 0 | 2 | 36 | 49 | -13  |  | HBC Échirolles-Eybens P | -     | -     | 18-26 | -     |         | -      |
| 6 | Saint-Flour Handball P  | 2   | 2 | 0 | 0 | 2 | 39 | 54 | -15  |  | Saint-Flour Handball P  | 21-25 | -     | -     | -     | -       |        |

### Poule 9
|   | Équipe                        | Pts | J | G | N | P | Bp | Bc | Diff |  | Résultats (dom.\ext.)         | Bouc  | Mt. Fr. | TSC   | La G. | Nice  | Narb. |
| - | ----------------------------- | --- | - | - | - | - | -- | -- | ---- |  | ----------------------------- | ----- | ------- | ----- | ----- | ----- | ----- |
| 1 | Union du pays d'Aix Bouc HB   | 9   | 3 | 3 | 0 | 0 | 93 | 61 | 32   |  | Union du pays d'Aix Bouc HB   |       | -       | 28-24 | 30-22 | -     | -     |
| 2 | HBF Montpellier Frontignan 34 | 6   | 2 | 2 | 0 | 0 | 59 | 46 | 13   |  | HBF Montpellier Frontignan 34 | -     |         | -     | -     | 29-19 | -     |
| 3 | Toulon Saint-Cyr VHB rés. P   | 5   | 3 | 1 | 0 | 2 | 85 | 79 | 6    |  | Toulon Saint-Cyr VHB rés. P   | -     | 27-30   |       | -     | -     | -     |
| 4 | Handball Gardéen P            | 2   | 2 | 0 | 0 | 2 | 43 | 64 | -21  |  | Handball Gardéen P            | -     | -       | 21-34 |       | -     | -     |
| 5 | OGC Nice CA HB rés.           | 1   | 1 | 0 | 0 | 1 | 19 | 29 | -10  |  | OGC Nice CA HB rés.           | -     | -       | -     | -     |       | -     |
| 6 | Narbonne HB MJC               | 1   | 1 | 0 | 0 | 1 | 15 | 35 | -20  |  | Narbonne HB MJC               | 15-35 | -       | -     | -     | -     |       |

## Playoffs
Les deux premières équipes de chaque groupe de la première phase devaient accéder au play-offs en conservant les résultats acquis en première phase face à l'autre club issu de la même poule. Il devait y avoir trois poules de six équipes.
Le meilleur premier des poules de playoffs devait être champion de France métropolitaine et qualifié pour la finale du championnat de France. S'il y était éligible, notamment s'il ne s'était pas agi d'une équipe réserve, il devait être promu en Division 2.
Si les premiers de chacune des trois poules étaient éligibles, les deux moins bons devaient disputer un barrage d'accession en matchs aller-retour avec retour chez le meilleur d'entre eux. Dans le cas contraire, les deux premiers éligibles auraient directement étés promus. Si cela ne suffisait pas, les meilleurs deuxièmes pouvaient également être promus mais sans barrage d'accession. Le barrage d'accession était prévu les 22 et 29 mai 2021.
La finale de Nationale 1, opposant le champion métropolitain et le champion ultramarin pour le titre de champion de France devait se jouer le week-end des 12 et 13 juin 2021.

## Playdowns
Les quatre dernières équipes de chaque groupe de la première phase devaient accéder au play-downs sans conserver les résultats acquis en première phase face aux clubs issu de la même poule. Il devait y avoir six poules de six équipes et les deux derniers de chaque poule devaient descendre en Nationale 2.

## Bilan de la saison
La saison ayant à peine débuté, aucun résultat sportif n'est pris en compte pour les divisions inférieures. Le Division 2 a en revanche pu de dérouler complètement et, pour permettre son passage de 16 à 14 équipes, AHB La Rochelle Périgny et Le Pouzin HB 07 sont relégués en Nationale 1.
| Tableau d'honneur de la saison 2020-2021   |       |                        |                                         |
| Champion de France de Nationale 1 féminine |       |                        |                                         |
| aucun                                      |       |                        |                                         |
| Promotions et relégations                  |       |                        |                                         |
| Promus en Division 2                       | aucun | Relégués de Division 2 | AHB La Rochelle Périgny Le Pouzin HB 07 |
| Relégués en Nationale 2                    | aucun | Promus de Nationale 2  | HBC Bully-les-Mines                     |